# أندري سافتشينكو
أندري سافتشينكو (بالأوكرانية: Савченко Андрій Володимирович)‏ هو لاعب كرة قدم أوكراني في مركز الدفاع، ولد في 29 سبتمبر 1994 في دروغوبيتش في أوكرانيا. لعب مع نادي كارباتي لفيف.

## وصلات خارجية
- أندري سافتشينكو على موقع اتحاد أوكرانيا (الإنجليزية)
- أندري سافتشينكو على موقع قاعدة بيانات كرة القدم.إي يو (الإنجليزية)
- أندري سافتشينكو على موقع Soccerway.com (الإنجليزية)